# Kanako Inuki
Kanako Inuki és una mangaka especialitzada en el gènere del terror shojo. Les seues obres es caracteritzen per un estil de terror ric, per la influència de la tradició folklòrica i el humor irònic moralitzant. Se li ha atorgat el nom de "Reina del Manga de Terror". Els seus còmics, pertanyents al gènere del terror, es publicaren dins del boom ocorregut a la dècada del 1990 del gènere de terror al mercat japonès del manga, sent-ne una de les autores més destacades.

## Còmics
Les seues obres són:
- Jikan Dôwa Shû (1988)
- Kanako Inuki - Oneshots (1989)
- Fushigi no Tatari-chan (1992)
- Bukita-kun (1992)

Sèrie de tres toms.
Tracta sobre la història dramàtica d'una zombie que cerca l'amor.
- Kaiki Shinsatsushitsu (1994)
- Kuchisake Onna Densetsu (1995)

Publicada a França com a La femme défigurée.
- School Zone (1996)

Sèrie de tres toms.
Tracta sobre uns escolars que convoquen fantasmes de gent que ha mort a l'escola. Suposa una meditació respecte el fet que les pors de la infància siguen ridiculitzades. És probablement l'obra més coneguda de l'autora. L'estil de l'art i la forma de narrar la història és distint de les altres obres.
- Jigokudori (1998)
- Present (1998)

Publicada a l'àmbit anglòfon com a Presents i a Espanya com a Present.
La història és protagonitzada per una xiqueta, Kurumi, a la qual els seus companys de classe conspiraren perquè no rebera cap regal d'aniversari. A causa d'aquesta acció, Kurumi es converteix en un esperit que mai envelleix i que vaga donant regals macabres a diversos personatges. Les històries que ocorren tenen una lliçó moral sobre la vanitat, l'egoisme i l'avarícia.
- Alouette no Uta (2000)
- Kanako Inuki - Jisenshû (2001)
- Kanaerareta Onegai (2001)